# Пи¹ Малой Медведицы
Пи¹ Малой Медведицы (π¹ UMi / π¹ Ursae Minoris) — обозначение Байера двойной звезды созвездия Малой Медведицы в 22 пк от Солнца. Система имеет общую видимую звездную величину 6,13m и не относится к звёздам, видимым невооруженным глазом.

## Характеристики звёздной системы
Визуально−двойную звезду составляют два жёлтых карлика главной последовательности спектральных классов G1.5 и G9. Основная компонента системы π¹ UMi A является двойником Солнца, но имеет несколько бо́льшую массу, равную 1,02 M☉. Время жизни таких звёзд на главной последовательности составляет 9−10 млрд. лет, при этом современная оценка возраста системы составляет 9,2 млрд. лет. Таким образом, несмотря на официальную классификацию π¹ UMi A как жёлтого карлика G1.5V, в некоторых более ранних исследованиях звезда фигурирует как субгигант спектральных классов G0IV-G2IV. Вне зависимости от класса светимости π¹ UMi A, компоненты системы принадлежат к старым звёздам населения I Галактики. Звёздная система может принадлежать движущейся группе звёзд Геркулеса-Лиры.
Обе компоненты имеют угловое разделение 31,4", что соответствует физическому разделению около 680 а.е. и обращаются вокруг барицентра системы с периодом около 13100 лет.